# Ixodes rasus
Ixodes rasus  (лат.) — вид кровососущих клещей рода Ixodes из семейства Ixodidae. Африка.

## Описание
Длина 2-3 мм, красновато-коричневые. Паразитируют на  млекопитающих, среди хозяев известны парнокопытные, хищные, даманы, приматы, панголины, зайцеобразные, грызуны. Вид был впервые описан в 1899 году французским зоологом Луи Жоржем Неманном (Louis Georges Neumann, 1846—1930). 

## Распространение
Афротропика: в том числе, Западная Африка (Сенегал), Восточная Африка (Кения), Южная Африка (Зимбабве).